# أذينة فارسية
أذينة فارسية (الاسم العلمي: Phlomis persica) هو نوع نباتي يتبع جنس الأذينة من الفصيلة الشفوية.